# 斯皮蘭灣
斯皮蘭灣（英語：Spillane Fjord）是南極洲的海灣，位於葛拉漢地，處於科申角和迪盧申角之間，寬10英里、寬2英里，平均水深1,000米，最大水深1,250米，美國水面船在2006年4月首次踏足該海灣。

## 外部連結

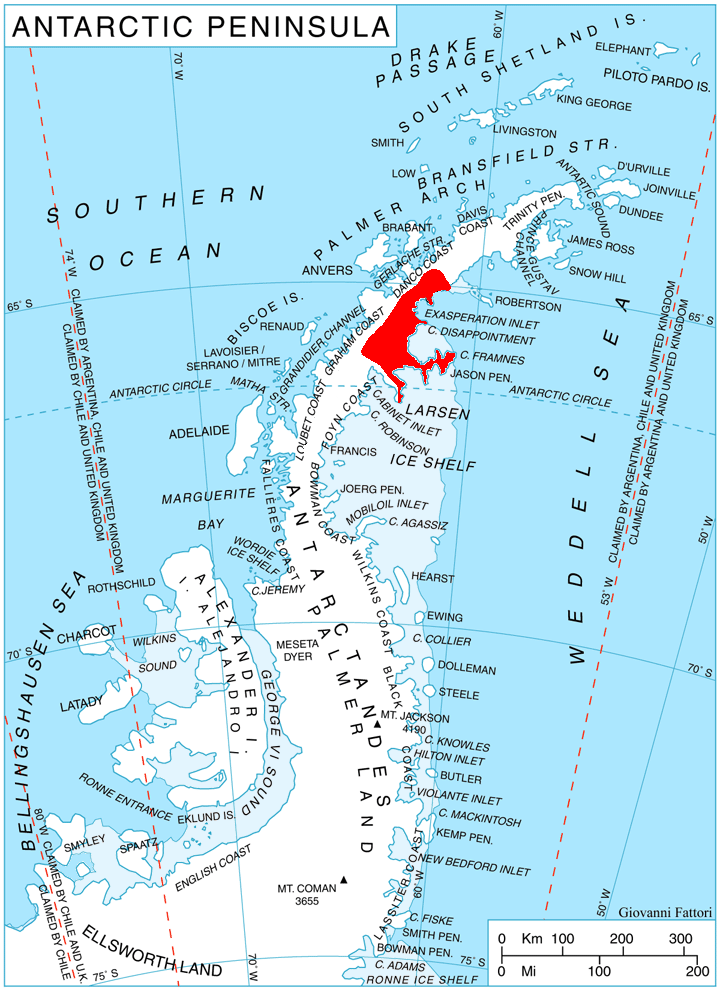

- Spillane Fjord. （页面存档备份，存于） SCAR Composite Antarctic Gazetteer.